# Ben Mendelsohn
Pour les articles homonymes, voir Mendelsohn.
Ben Mendelsohn, né le 3 avril 1969 à Melbourne, est un acteur australien.
Sa carrière débute en 1987 et il devient une vedette du cinéma et de la télévision australienne. En 2010, son rôle dans Animal Kingdom (2010) le met sur le devant de la scène internationale. Il participe depuis à des films comme The Dark Knight Rises, Cogan: Killing Them Softly, The Place Beyond the Pines, Starred Up, Exodus: Gods and Kings, Lost River, Rogue One: A Star Wars Story, Les Heures sombres, Ready Player One et Captain Marvel. Mendelsohn figure également au casting de la série Bloodline diffusée à la télévision sur Netflix.

## Biographie
Paul Benjamin Mendelsohn est né à Melbourne le 3 avril 1969, fils de Carole Ann et Frederic Mendelsohn. Son père était un chercheur en médecine, président et professeur émérite du Florey Institute of Neuroscience and Mental Health (en). Ben Mendelsohn passe sa scolarité à Heidelberg et dans la banlieue de Melbourne où il étudie la comédie.
Après quelques rôles à la télévision, il attire l'attention pour son rôle dans The Year My Voice Broke (1987), remportant l'Australian Film Institute Award du meilleur acteur dans un second rôle (soit l'équivalent des Oscars en Australie). Il enchaîne avec The Big Steal (1990) et Spotswood (1992) face à Anthony Hopkins, chacun lui valant une nomination à l'AFI Award du meilleur acteur. Pour Metal Skin (1994), il remporte le Film Critics Circle of Australia Award du meilleur acteur. En 2000, il joue dans le film australien Mullet (nouvelle nomination à l'AFI Award), puis dans le film hollywoodien Vertical Limit.
Après être apparu en 2005 au théâtre (Marc Antoine dans le Jules César de Shakespeare avec la Sydney Theatre Company), dans Le Nouveau Monde de Terrence Malick et la comédie dramatique de Baz Luhrmann, Australia (2008), il fait son retour à la télévision pour la troisième saison de Love My Way (il récolte trois nominations aux Logie Awards, AFI Awards et ASTRA Awards), ainsi que dans la série Tangle (deux nominations aux Logie et ASTRA Awards). En 2009, son rôle face à Rachel Griffiths et Sophie Lowe dans Beautiful Kate de Rachel Ward lui vaut encore deux nominations à l'AFI et au Film Critics Circle of Australia Award du meilleur acteur.
En 2010, il apparaît dans le film de David Michôd, Animal Kingdom, dans le rôle de « Pope », l'oncle psychopathe du personnage principal. Il remporte de nombreuses récompenses, notamment l'AFI Award du meilleur acteur ainsi que l'Inside Film Awards et le FCCA Award. Il est également nommé « Acteur de l'année » par GQ Australia.
Depuis ce rôle, il est apparu dans des films hollywoodiens comme The Dark Knight Rises, Cogan: Killing Them Softly, The Place Beyond the Pines et Exodus: Gods and Kings. Il participe également à des films indépendants comme Black Sea, Lost River, Slow West ou Mississippi Grind. Le film Les Poings contre les murs (Starred Up) de David Mackenzie (2013) face à Jack O'Connell lui vaut le British Independent Film Award du meilleur acteur dans un second rôle.
En 2014, Mendelsohn rejoint la distribution de Bloodline, une série originale de Netflix. Pour son rôle du frère instable de Kyle Chandler, il est nommé à l'Emmy, aux Golden Globes et au Critics' Choice Television Award du meilleur acteur dans un second rôle.
En 2016, il apparaît dans le premier film dérivé de Star Wars, Rogue One. Il y joue le principal antagoniste du film, Orson Krennic, directeur chargé de la supervision de la construction de l'Étoile de la mort.
En 2017, il est le narrateur de plusieurs titres de l'album Humanz de Gorillaz. Il tourne ensuite dans le film de Steven Spielberg, Ready Player One, ainsi que dans Robin des Bois.
Par ailleurs, il prête ses traits à Squadron 42, la campagne solo du jeu vidéo Star Citizen, via le procédé de capture de mouvement.
En 2023, l'acteur reprend son rôle d'Orson Krennic dans le dernier épisode de la deuxième saison de la série Star Wars: The Bad Batch. 
En 2025, Ben Mendelsohn retrouve une nouvelle fois son rôle d'Orson Krennic pour la seconde saison de la série Andor, sur Disney+. 

## Filmographie

### Cinéma
- 1986 : The Still Point (en) de Barbara Boyd-Anderson : Peter
- 1987 : The Year My Voice Broke de John Duigan : Trevor Leishman
- 1989 : Loverboy de Geoffrey Wright : Gazza
- 1990 : The Big Steal (en) de Nadia Tass : Danny Clarke
- 1990 : Nirvana Street Murder (en) d'Aleksi Vellis : Luke
- 1990 : Return Home (en) de Ray Argall : Gary
- 1990 : Mr Quigley l'Australien (Quigley Down Under) de Simon Wincer : O'Flynn
- 1992 : Spotswood de Mark Joffe : Carey
- 1992 : Cœur de métisse (Map of the Human Heart) de Vincent Ward : Farmboy
- 1993 : Say a Little Prayer de Richard Lowenstein : Nursery Manager
- 1994 : Sirènes (Sirens) de John Duigan : Lewis
- 1994 : Metal Skin (en) de Geoffrey Wright : Dazey
- 1996 : Idiot Box (en) de David Caesar : Kev
- 1996 : Cosi (en) de Mark Joffe : Lewis
- 1997 : True Love and Chaos (en) de Stavros Efthymiou : Jerry
- 1998 : Amy de Nadia Tass : Robert Buchanan
- 1999 : Love Brokers de Garnet Mae
- 2000 : Vertical Limit de Martin Campbell : Malcolm Bench
- 2000 : Sample People (en) de Clinton Smith : John
- 2001 : Mullet (en) de David Caesar : Eddie 'Mullet' Maloney
- 2002 : Black and White (en) de Craig Lahiff : Rupert Murdoch
- 2005 : Le Nouveau Monde (The New World) de Terrence Malick : Ben
- 2008 : Le Sens de la vie pour 9,99 $ (9,99 $) de Tatia Rosenthal : Lenny Peck
- 2008 : Australia de Baz Luhrmann : Captain Dutton
- 2009 : Prime Mover (en) de David Caesar : Johnnie
- 2009 : Beautiful Kate (en) de Rachel Ward : Ned Kendall
- 2009 : Prédictions (Knowing) d'Alex Proyas : Phil Beckman
- 2010 : Needle (en) de John V. Soto : Detective Meares
- 2010 : Animal Kingdom de David Michôd : Andrew 'Pope' Cody
- 2011 : Killer Elite de Gary McKendry : Martin
- 2012 : Effraction (Trespass) de Joel Schumacher : Elias
- 2012 : The Dark Knight Rises de Christopher Nolan : John Daggett
- 2012 : Cogan: Killing Them Softly (Killing Them Softly) d'Andrew Dominik : Russell
- 2012 : The Place Beyond the Pines de Derek Cianfrance : Robin
- 2013 : Perfect Mothers (Adore) d'Anne Fontaine : Harold
- 2013 : Les Poings contre les murs (Starred Up) de David Mackenzie : Neville
- 2014 : Exodus: Gods and Kings de Ridley Scott : le Vice-Roi Hegep
- 2014 : Black Sea de Kevin Macdonald : Fraser
- 2014 : Lost River de Ryan Gosling : Dave
- 2015 : Slow West de John Maclean : Payne
- 2015 : Under Pressure (Mississippi Grind) d'Anna Boden et Ryan Fleck : Gerry
- 2015 : Una de Benedict Andrews : Ray Brooks
- 2016 : Rogue One: A Star Wars Story de Gareth Edwards : Orson Krennic
- 2017 : Untogether (en) d'Emma Forest : Martin
- 2017 : Les Heures sombres (Darkest Hour) de Joe Wright : George VI
- 2018 : Larrikins de Tim Minchin et Chris Miller : (voix)
- 2018 : Ready Player One de Steven Spielberg : Nolan Sorrento
- 2018 : Robin des Bois (Robin Hood) d'Otto Bathurst : le shérif de Nottingham
- 2018 : Au pays des habitudes (The Land of Steady Habits) de Nicole Holofcener : Anders Hill
- 2019 : Captain Marvel d'Anna Boden et Ryan Fleck : Talos et R. Keller, le directeur du SHIELD
- 2019 : Spider-Man: Far From Home de Jon Watts : Talos
- 2019 : Le Roi (The King) de David Michôd : Henri IV
- 2019 : Babyteeth de Shannon Murphy : Henry
- 2019 : Les Incognitos de Nick Bruno et Troy Quane : Killian
- 2021 : Cyrano de Joe Wright : De Guiche
- 2023 : Misanthrope (To Catch a Killer) de Damián Szifrón : Geoffrey Lammark
- 2023 : La Fille du roi des marais (The Marsh King's Daughter) de Neil Burger : Jacob Holbrook
- 2024 : Freaky Tales d'Anna Boden et Ryan Fleck :
- 2025 : Roofman de Derek Cianfrance

### Télévision
- 1985 : A Country Practice : Luke Dawson
- 1985 : The Henderson Kids : Ted Morgan
- 1986 : Prime Time : Batholomew 'Bart' Jones
- 1986 : Fame and Misfortune :
- 1986–1987 : Les Voisins (Neighbours) : Warren Murphy
- 1987 : Special Squad
- 1987–1989 : The Flying Doctors : Brad Harris / Brian
- 1988 : All the Way : Lindsay Seymour
- 1989 : This Man... This Woman : Matthew Clarke
- 1989–1994 : G. P. : Max Fisher / Phillip Barton
- 1994 : Roughnecks : Joe 90
- 1995 : Snowy River: The McGregor Saga : Dale Banks
- 1995 : Police Rescue : Dean Forman
- 1995 : Halifax f.p. : Peter Donaldson
- 1996 : Close Ups : Biz
- 1997 : Good Guys Bad Guys : Brian O'Malley
- 1999 : Queen Kat, Carmel & St Jude : Vince McCaffery
- 1999 : Secret Men's Business : Doug Petersen
- 2001 : Shirley Temple : La Naissance d'une star : Alexander Hall
- 2002 : Farscape : Sko
- 2005 : The Secret Life of Us : Rob (5 épisodes)
- 2006–2007 : Love My Way : Lewis Feingold (15 épisodes)
- 2009 : Tangle : Vince Kovac (10 épisodes)
- 2013 : Girls : Salvatore Johansson (1 épisode)
- 2015–2017 : Bloodline : Danny Rayburn
- 2019–2020 : Infinity Train : Agent Mace
- 2020 : The Outsider : Détective Ralph Anderson[6]
- 2023 : Star Wars: The Bad Batch : Orson Krennic (animation)
- 2023 : Secret Invasion : Talos
- 2023 : The New Look de Julia Ducournau : Christian Dior
- 2025 : Andor de Tony Gilroy : Orson Krennic (saison 2)

## Distinctions

### Récompenses
- Australian Film Institute Awards 1988 : meilleur acteur dans un second rôle pour The Year My Voice Broke
- Film Critics Circle of Australia Awards 1995 : meilleur acteur pour Metal Skin
- Carrousel international du film de Rimouski 1997 : meilleur acteur pour Amy
- Australian Film Institute Awards 2010 : meilleur acteur pour Animal Kingdom
- Inside Film Awards 2011 : meilleur acteur pour Animal Kingdom
- Film Critics Circle of Australia Awards 2011 : meilleur acteur pour Animal Kingdom
- British Independent Film Awards 2013 : meilleur acteur dans un second rôle pour Starred Up
- Primetime Emmy Awards 2016 : meilleur acteur dans un second rôle pour Bloodline[7]

### Nominations
- Australian Film Institute Awards 1991 : meilleur acteur pour The Big Steal
- Australian Film Institute Awards 1993 : meilleur acteur pour Spotswood
- Australian Film Institute Awards 1995 : meilleur acteur dans un second rôle pour Metal Skin
- Australian Film Institute Awards 2002 : meilleur acteur pour Mullet
- Film Critics Circle of Australia Awards 2002 : meilleur acteur pour Mullet
- Australian Film Institute Awards 2010 : meilleur acteur pour Beautiful Kate
- Film Critics Circle of Australia Awards 2010 : meilleur acteur pour Beautiful Kate
- Village Voice Film Poll 2014 : meilleur acteur dans un second rôle pour Starred Up
- Critics' Choice Television Awards 2015 : meilleur acteur dans un second rôle pour Bloodline
- Primetime Emmy Awards 2015 : meilleur acteur dans un second rôle pour Bloodline
- Independent's Spirit Awards 2016 : meilleur acteur pour Mississippi Grind
- Golden Globes 2016 : meilleur acteur dans un second rôle pour Bloodline
- Satellite Awards 2016 : meilleur acteur pour Bloodline

## Voix francophones
En version française, Ben Mendelsohn n'a pas de voix régulière. Ainsi, il est doublé par Benjamin Pascal dans The Year My Voice Broke, Luq Hamet dans Mr Quigley l'Australien, Lionel Melet dans Vertical Limit, Pierre Tessier dans Australia et Prédictions, Joël Zaffarano dans Effraction, Emmanuel Curtil dans Cogan: Killing Them Softly, Gérard Berner dans Les Poings contre les murs, Lionel Tua dans The Dark Knight Rises,  Luc-Antoine Diquéro dans Perfect Mothers et The Place Beyond the Pines, Jean-Pierre Michaël dans Exodus: Gods and Kings, Jérôme Pauwels dans Lost River, Yann Pichon dans Under Pressure ainsi que Patrick Béthune dans Bloodline et Black Sea.
Depuis 2016, Thierry Hancisse devient la voix régulière de l'acteur, le doublant dans Rogue One, Andor, l'univers cinématographique Marvel, Le Roi ou encore The New Look. Parallèlement, l'acteur est doublé par Arnaud Bedouët dans Les Heures sombres, Philippe Crubézy dans Ready Player One et Robin des Bois, de nouveau Lionel Tua dans Au pays des habitudes, Julien Kramer dans The Outsider et Franck Dacquin dans Misanthrope.